# Wrap
Un wrap (prononcé « vrape » en France . Au Canada, il est prononcé à l'anglaise), du verbe anglais to wrap signifiant « envelopper », ou roulé au Canada francophone, est une sorte de sandwich souvent utilisé dans le milieu de restauration rapide et fait d'une galette fine enroulée autour d'une garniture. Traditionnellement, les galettes sont des tortillas à base de farine de maïs (mais on les trouve plus facilement à base de blé), des lavash, ou des pitas. La garniture se compose généralement de viande froide ou chaude, de volaille en tranche ou de poisson, accompagnée de laitue, de tomates en dés ou pico de gallo, de guacamole, de champignons sautés, de bacon, d'oignons grillés, de fromage et d'une sauce (sauce tomate, mayonnaise, etc.).
Par extension, le terme de « roulé » ou wrap est utilisé pour toute recette préparée dans une galette : casse-croûte, dürüm (galette kebab), etc.